# 台灣人民社會主義同盟
台灣人民社會主義同盟，由1968年至1969年前後由一群位於左派美國的左翼留學生串連組成，其機關報為「台灣人民」雜誌。

## 参看
1990年代的台灣左翼媒體--《群眾》雜誌、《群眾之聲》電台之個案研究